# Rumble in the Bronx
Rumble in the Bronx (Originaltitel: chinesisch 紅番區 / 红番区, Pinyin Hóngfān qū, Jyutping Hung4faan1 keoi1, alternativer Titel: Red Bronx) ist ein 1994 in Hongkong und Kanada gedrehter Action- und Martial-Arts-Film mit Jackie Chan.

## Handlung
Keung (in der deutschen Synchronfassung fälschlicherweise ausgesprochen als Kjang) aus Hongkong besucht seinen Onkel Bill in der Bronx in New York, da dieser heiratet. Bill hat bisher ein kleines Lebensmittelgeschäft betrieben, das er nun an eine Frau namens Elaine verkauft, um sich zur Ruhe zu setzen. Keung verspricht dem Onkel, als dieser in die Flitterwochen fährt, in der ersten Zeit Elaine etwas unter die Arme zu greifen, damit diese einen reibungslosen Start mit ihrem neuen Geschäft hat.
Doch schon am ersten Tag legt sich Keung mit ein paar Gangstern aus einer Motorradgang unter dem Anführer Tony an, als diese Elaine beklauen wollen und Schutzgeld verlangen. Außerdem fällt einem Gangmitglied nach einer Schießerei zwischen der lokalen Mafia und Diamantenschmugglern zufällig ein Beutel mit Diamanten in die Hände, den er bei Danny, einem mit Keung befreundeten Rollstuhl fahrenden Kind versteckt. Keung ist nun so erbost über die Motorradgang, dass er in deren Hauptquartier eindringt und die Bande verprügelt, bis diese das Versöhnungsangebot Keungs annimmt. Keine Sekunde zu früh, denn nun will die Mafia ihre Diamanten zurück. Nach einer rasanten Verfolgungsjagd mit einem Luftkissenboot zu Wasser und Land kann Keung schließlich die Verbrecher auf einem grünen Golfplatz zur Strecke bringen.

## Kritik
- „Die Handlung ist bloß Aufhänger für spektakuläre Action-Sequenzen. Jackie Chans Durchbruchsfilm im Westen bringt diesen Fred Astaire der Kampfkunst bestens zur Geltung, der Rest (Plot, Dialog, Schauspielerei usw.) ist zu vernachlässigen.“ (Zoom)
- „Dass wir das noch erleben dürfen: ein Prügelfilm aus dem vermeintlichen Kino-Entwicklungsland Hongkong findet seinen Weg auf deutsche Leinwände, vermutlich weil Rumble in the Bronx an Hongkongs Kinokassen absahnte wie kein anderer Film zuvor und sogar in den USA einen höchst beachtlichen Box-Office-Erfolg zu verzeichnen hatte.“ (Cinema)
- „Ein unambitionierter, aber kurzweiliger Actionfilm mit virtuos choreografierten Stunts und einer kindlich-naiven Liebe zum Chaos.“ (Lexikon des internationalen Films)

## Sonstiges
- Der Film markiert den Durchbruch Jackie Chans in den USA. Sowohl in Hongkong als auch den USA war der Film kommerziell sehr erfolgreich, allein in den USA spielte der Film in der ersten Woche über 10 Millionen US-Dollar ein.
- Es existiert eine amerikanische Fassung, aus der einige Szenen herausgeschnitten wurden, diese ist lediglich 87 Minuten lang und eine deutsche Fassung, die lediglich 85 Minuten lang ist.
- Aus Kostengründen wurde der Film hauptsächlich in Vancouver und nicht in New York gefilmt. Die Graffiti mussten daher abends immer wieder entfernt werden und es wurde zuerst versucht, die Berge im Hintergrund nicht zu filmen, in späteren Szenen sind diese aber doch teilweise zu sehen.
- Es existieren sieben verschiedene Trailer des Films, wobei nur sechs von ihnen mit deutscher Synchronisation erschienen sind.
- Im Abspann, in dem man einen Zusammenschnitt von Unfällen und Pannen während der Dreharbeiten sieht, erklingt der Song „Kung Fu“ von der nordirischen Rockband Ash. Der Song ist eine Hommage an Jackie Chan und seine Filme.
- Bei einem Sprung brach sich Jackie Chan sein rechtes Sprunggelenk; der Filmdreh wurde mit einem Gipsfuß fortgeführt, der einen Überzieher erhielt, um wie ein Schuh zu wirken. Das Sprunggelenk ist seitdem so wenig belastbar, dass er nur noch mit dem anderen Bein abspringen kann.

## Auszeichnungen
- Hong Kong Film Awards 1996: Nominierungen in den Kategorien "Bester Schauspieler" (Jackie Chan), "Beste Schauspielerin" (Anita Mui), "Bester Schnitt" (Peter Cheung), "Beste Newcomerin" (Francoise Yip), "Beste Nebendarstellerin" (Francoise Yip) und "Bester Film". Gewinner in der Kategorie "Beste Action Choreographie" (Jackie Chan, Stanley Tong).[2][3]
- MTV Movie Awards 1996: Nominiert in der Kategorie "Bester Stunt", Gewinner in der Kategorie "MTV Lifetime Award" für das Lebenswerk (Jackie Chan).[3]